# Osmolalität
Die Osmolalität bosm gibt die Molalität der osmotisch aktiven Teilchen in einer Lösung an:
{\displaystyle b_{\mathrm {osm} }={\frac {n_{\mathrm {osm} }}{m_{\text{Lösungsmittel}}}}}
mit
- nosm: Stoffmenge osmotisch aktiver Teilchen (z. B. Ionen, Traubenzucker, Proteine)
- mLösungsmittel: Masse des Lösungsmittels, in der Regel Wasser.

Die Maßeinheit der Osmolalität ist osmol/kg. Die Bestimmung der Osmolalität aus Urin, Serum und Plasma ist in der klinischen Chemie von Bedeutung.
Die Osmolalität von Blutplasma in Säugern beträgt circa 290 mosm/kg H2O. Nicht zu verwechseln ist die Osmolalität mit der Osmolarität, die sich auf das Volumen der Lösung bezieht.